# Mithraeum de Sarrebruck
Le mithraeum de Sarrebruck ou mithraeum du Halberg (connu aussi sous le nom de Mithrasgrotte) est un mithraeum situé dans le quartier Halberg à Sarrebruck (communauté régionale de Sarrebruck) dans le land de Sarre en Allemagne
,.

## Historique
Le sanctuaire du culte de Mithra avait été établi dans une grotte sur le versant ouest de la colline d'Halberg dominant Sarrebruk. Il se trouvait au-dessus du bourg romain Vicus Saravus, sur la voie romaine reliant Divodurum (Metz) à Borbitomagus (Worms). Il fut utilisé entre les IIIe et IVe siècles apr. J.-C. .
Au XVe siècle il devint un pèlerinage chrétien appelé Heidenkapelle et au XVIIIe siècle il fut intégré dans la propriété du château construit par le prince 
Louis de Nassau-Sarrebrück (1745-1794). La grotte fut vidée et réarrangée dans le style de l'époque.
En 1921, par Karl Klein et 1963 des fouilles y furent effectuées déterminant trois époques d'occupation du site : un mithraeum (IIIe et IVe siècles), un ermitage chrétien (XVe siècle et les aménagements baroques du château (XVIIIe siècle). Puis la grotte fut reconstituée avec l'ajout de cinq colonnes de style toscan rappelant l'époque du Bas-Empire romain. Un bas-relief représentant Mithra fut mis dans la niche existante au fond de la grotte.

## Description
La grotte initiale a été agrandie pour recevoir trois nefs ; celle centrale mesure 3,90 m de haut avec un plafond voûté et les deux autres sont moins hautes et ont un plafond plat. Le sol de la nef centrale est creusée de 0,30 m pour permettre que les côtés fassent office de banc pour les adeptes.
Lors des fouilles archéologiques de nombreux tessons de poterie en céramique sigillée a été retrouvé, et de nombreuses pièces de monnaie en bronze datant de Dioclétien à Gratien.

## Galerie

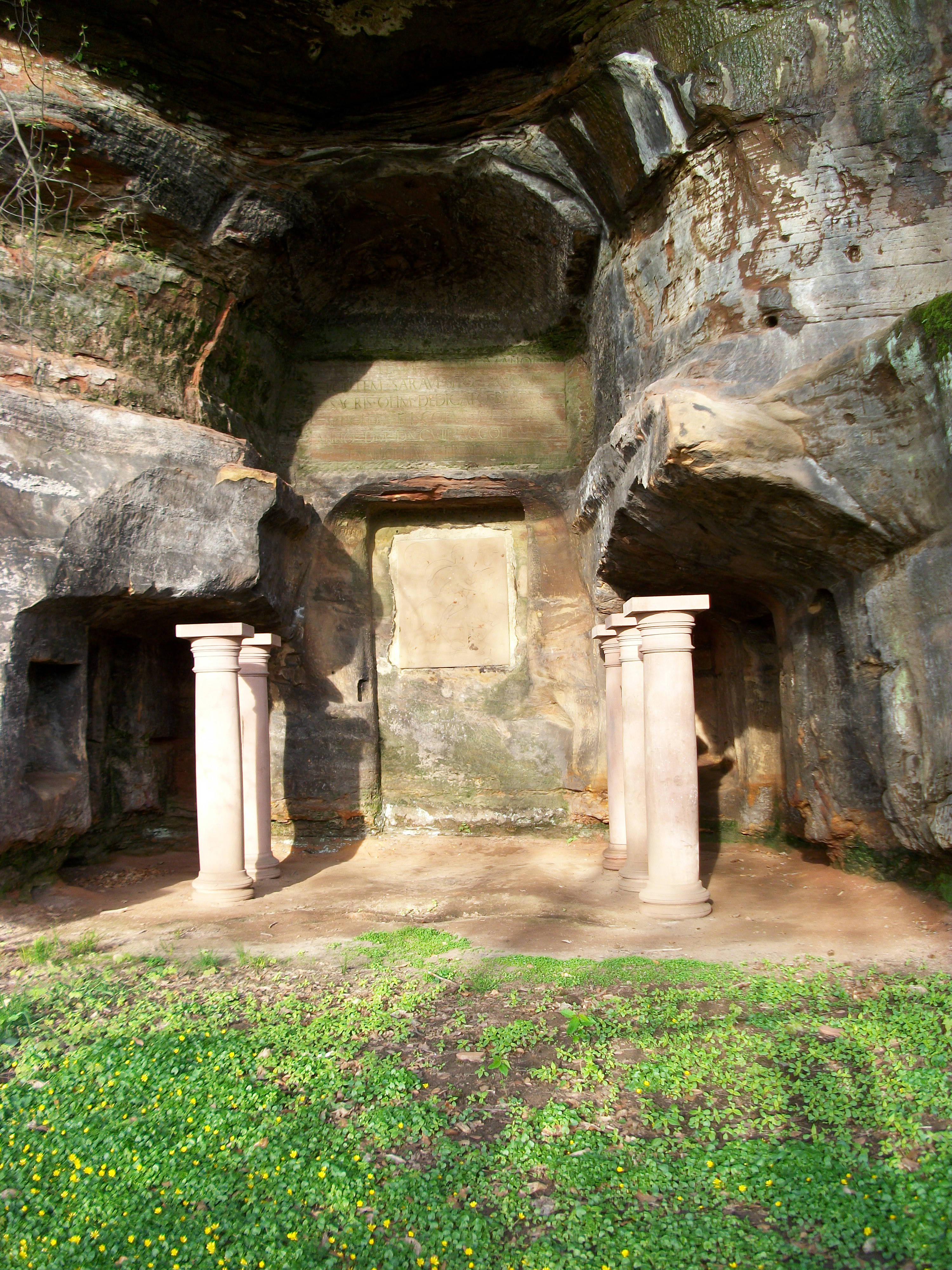
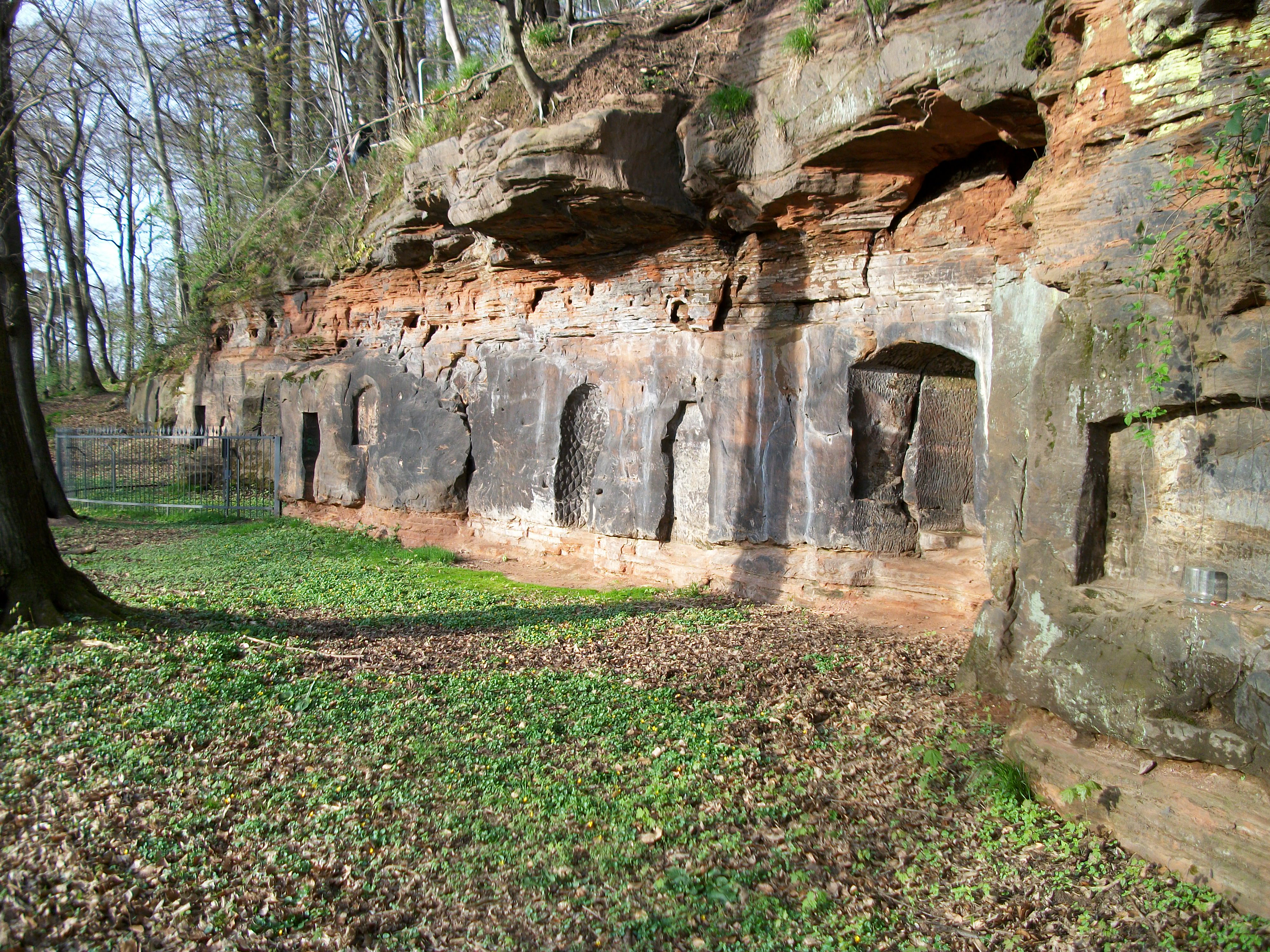
Les nombreuses niches extérieures.
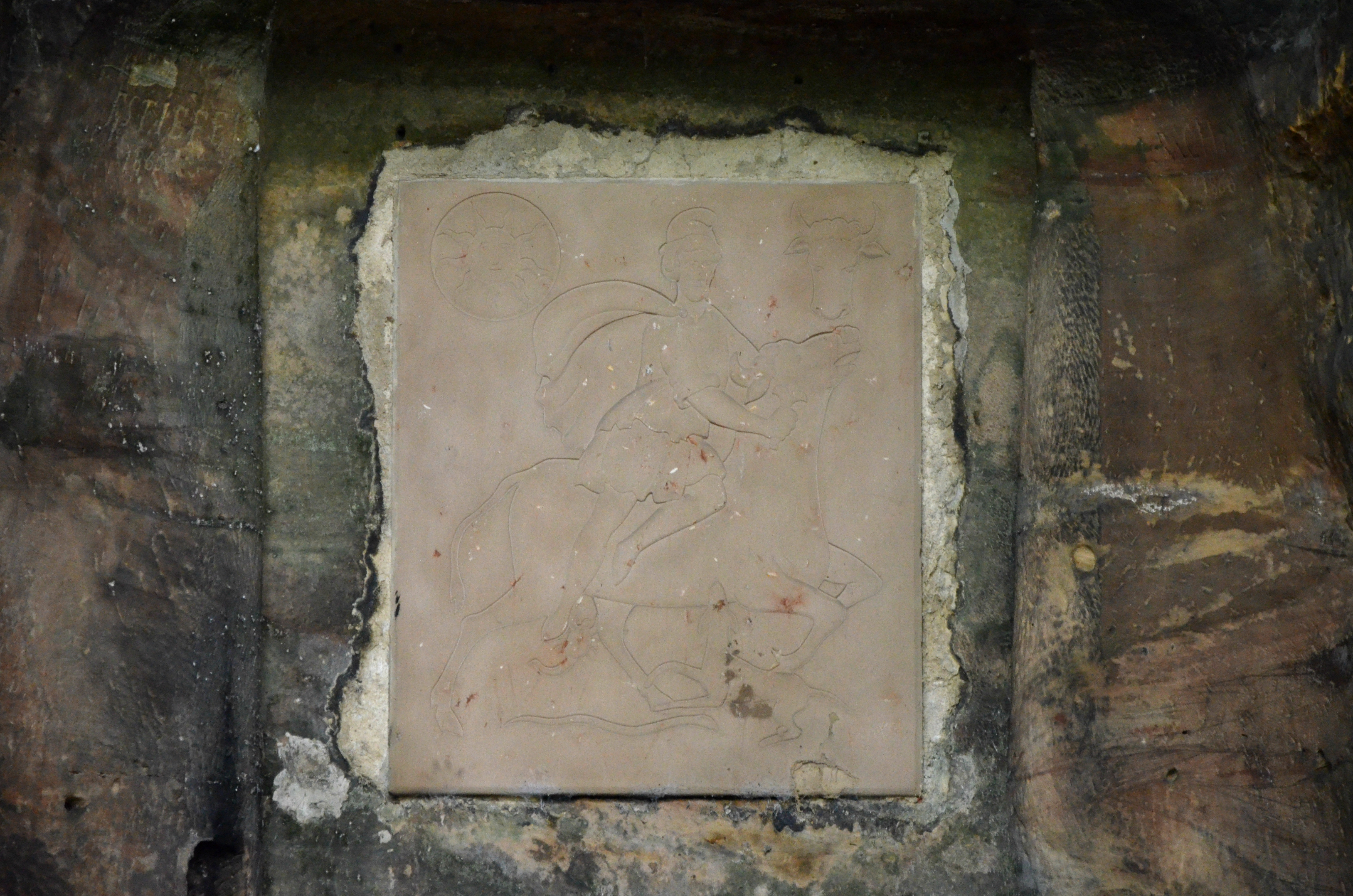
Bas-relief remis au fond de la grotte.